# ラース・パースケ
- ラース・ポースケ
- ラース・ポースク

ラース・パースケ（英語: Lars Paaske、1976年1月18日 - ）は、デンマークの男子バドミントン選手。男子ダブルス元世界ランク1位。2003年の世界王者。

## 経歴
2001年まではマーティン・ルンドガード・ハンセンなどとペアを組み、それ以降はヨナス・ラスムセンとペアを組む。
特に2003年には、世界選手権と中国オープンというビッグタイトルを2つ同時に獲得した。